# Sungai Labuk
Der Labuk (mal. Sungai Labuk) oder Labuk River ist ein Fluss im malaysischen Bundesstaat Sabah auf Borneo. Er entspringt im Nordwesten von Sabah und verläuft über 260 km vom Hochland bis zur Mündung in die Labuk-Bucht, die wiederum zur Sulusee gehört. Im Mündungsgebiet bei Beluran weitet sich die Breite des Flusses auf mehr als einen Kilometer Breite. Der Labuk mit seinen Quell- und Nebenflüssen entwässert ein Gebiet von 3240 km². Bei Kampung Tambidong-bidong spaltet sich der Sungai Klagan vom Sungai Labuk ab und strömt als eigenes Gewässer der Sulusee zu.

## Geologie
Das Gebiet des Labuk wird zu 10 % von niedrigen, sanft gewellten Hügeln mit Höhen bis zu 200 m geprägt. 50 % des Einzugsgebietes bestehen aus Bergland bis 1000 Höhenmetern und weitere 40 % aus Gebirge bis 4000 Höhenmeter. Der Oberlauf besteht aus Sandstein und Schluff, der Unterlauf aus Basalten, Gabbro und ultramafischem Gestein. Die Böden sind sandig und lehmig in unterschiedlichen Schichtdicken.